# Lista di asteroidi (682001-683000)
Di seguito una lista di asteroidi dal numero 682001  al 683000 con data di scoperta e scopritore.

## 682001–682100
| Nome   | Designazione provvisoria | Data di scoperta  | Scopritore                |
| ------ | ------------------------ | ----------------- | ------------------------- |
| 682001 | 2006 AL78                | 30 dicembre 2005  | Spacewatch                |
| 682002 | 2006 AO87                | 4 gennaio 2006    | Spacewatch                |
| 682003 | 2006 AL88                | 5 gennaio 2006    | Spacewatch                |
| 682004 | 2006 AM89                | 5 gennaio 2006    | Spacewatch                |
| 682005 | 2006 AU89                | 12 febbraio 2002  | Spacewatch                |
| 682006 | 2006 AN91                | 7 gennaio 2006    | Spacewatch                |
| 682007 | 2006 AX94                | 4 gennaio 2006    | Mount Lemmon Survey       |
| 682008 | 2006 AB103               | 5 gennaio 2006    | Osservatorio di Mauna Kea |
| 682009 | 2006 AR103               | 5 gennaio 2006    | Mauna Kea Obs.            |
| 682010 | 2006 AH106               | 5 gennaio 2006    | Spacewatch                |
| 682011 | 2006 AA109               | 10 gennaio 2006   | Mount Lemmon Survey       |
| 682012 | 2006 AC110               | 13 luglio 2013    | Mount Lemmon Survey       |
| 682013 | 2006 AS110               | 13 gennaio 2011   | Mount Lemmon Survey       |
| 682014 | 2006 AV110               | 7 aprile 2007     | Mount Lemmon Survey       |
| 682015 | 2006 AK111               | 7 gennaio 2006    | Spacewatch                |
| 682016 | 2006 AD113               | 15 gennaio 2018   | Mount Lemmon Survey       |
| 682017 | 2006 AL113               | 13 gennaio 2011   | Mount Lemmon Survey       |
| 682018 | 2006 AJ114               | 24 marzo 2014     | Pan-STARRS                |
| 682019 | 2006 AP115               | 7 gennaio 2006    | Spacewatch                |
| 682020 | 2006 AV115               | 5 gennaio 2006    | Spacewatch                |
| 682021 | 2006 AR116               | 7 gennaio 2006    | Mount Lemmon Survey       |
| 682022 | 2006 AK117               | 5 gennaio 2006    | Spacewatch                |
| 682023 | 2006 AP117               | 10 gennaio 2006   | Mount Lemmon Survey       |
| 682024 | 2006 AR117               | 5 gennaio 2006    | Spacewatch                |
| 682025 | 2006 AM118               | 7 gennaio 2006    | Mount Lemmon Survey       |
| 682026 | 2006 BE4                 | 21 gennaio 2006   | Spacewatch                |
| 682027 | 2006 BO4                 | 8 gennaio 2006    | Spacewatch                |
| 682028 | 2006 BP4                 | 8 gennaio 2006    | Spacewatch                |
| 682029 | 2006 BJ10                | 10 gennaio 2006   | Mount Lemmon Survey       |
| 682030 | 2006 BY15                | 22 gennaio 2006   | Mount Lemmon Survey       |
| 682031 | 2006 BY18                | 27 dicembre 2005  | Spacewatch                |
| 682032 | 2006 BE35                | 22 gennaio 2006   | Mount Lemmon Survey       |
| 682033 | 2006 BC48                | 17 settembre 2004 | Spacewatch                |
| 682034 | 2006 BH48                | 25 gennaio 2006   | Spacewatch                |
| 682035 | 2006 BZ49                | 25 gennaio 2006   | Spacewatch                |
| 682036 | 2006 BP70                | 23 gennaio 2006   | Spacewatch                |
| 682037 | 2006 BT72                | 23 gennaio 2006   | Spacewatch                |
| 682038 | 2006 BD75                | 23 gennaio 2006   | Spacewatch                |
| 682039 | 2006 BN83                | 25 gennaio 2006   | Spacewatch                |
| 682040 | 2006 BF86                | 25 gennaio 2006   | Spacewatch                |
| 682041 | 2006 BP105               | 25 gennaio 2006   | Spacewatch                |
| 682042 | 2006 BO117               | 6 dicembre 2005   | Mount Lemmon Survey       |
| 682043 | 2006 BJ146               | 22 gennaio 2006   | Mount Lemmon Survey       |
| 682044 | 2006 BL163               | 26 gennaio 2006   | Mount Lemmon Survey       |
| 682045 | 2006 BD169               | 26 gennaio 2006   | Mount Lemmon Survey       |
| 682046 | 2006 BF171               | 27 gennaio 2006   | Spacewatch                |
| 682047 | 2006 BJ171               | 22 gennaio 2006   | Mount Lemmon Survey       |
| 682048 | 2006 BY173               | 5 gennaio 2006    | Spacewatch                |
| 682049 | 2006 BD177               | 19 aprile 1996    | Spacewatch                |
| 682050 | 2006 BE177               | 27 gennaio 2006   | Spacewatch                |
| 682051 | 2006 BU177               | 27 gennaio 2006   | Mount Lemmon Survey       |
| 682052 | 2006 BV177               | 27 gennaio 2006   | Mount Lemmon Survey       |
| 682053 | 2006 BH181               | 27 gennaio 2006   | Mount Lemmon Survey       |
| 682054 | 2006 BD182               | 27 gennaio 2006   | Mount Lemmon Survey       |
| 682055 | 2006 BU189               | 28 gennaio 2006   | Spacewatch                |
| 682056 | 2006 BL192               | 30 gennaio 2006   | Spacewatch                |
| 682057 | 2006 BL198               | 30 gennaio 2006   | Spacewatch                |
| 682058 | 2006 BN202               | 7 ottobre 2005    | Osservatorio di Mauna Kea |
| 682059 | 2006 BH206               | 16 settembre 2009 | Mount Lemmon Survey       |
| 682060 | 2006 BL206               | 31 gennaio 2006   | Mount Lemmon Survey       |
| 682061 | 2006 BD228               | 31 gennaio 2006   | D. Healy                  |
| 682062 | 2006 BM230               | 31 gennaio 2006   | Spacewatch                |
| 682063 | 2006 BY230               | 23 gennaio 2006   | Spacewatch                |
| 682064 | 2006 BL235               | 31 gennaio 2006   | Spacewatch                |
| 682065 | 2006 BY236               | 23 gennaio 2006   | Spacewatch                |
| 682066 | 2006 BB239               | 31 gennaio 2006   | Mount Lemmon Survey       |
| 682067 | 2006 BM249               | 7 novembre 2005   | Osservatorio di Mauna Kea |
| 682068 | 2006 BW249               | 7 gennaio 2006    | Mount Lemmon Survey       |
| 682069 | 2006 BA250               | 31 gennaio 2006   | Mount Lemmon Survey       |
| 682070 | 2006 BP250               | 31 gennaio 2006   | Spacewatch                |
| 682071 | 2006 BE264               | 31 gennaio 2006   | Spacewatch                |
| 682072 | 2006 BU279               | 22 gennaio 2006   | Mount Lemmon Survey       |
| 682073 | 2006 BP286               | 26 gennaio 2006   | Mount Lemmon Survey       |
| 682074 | 2006 BL289               | 16 ottobre 2013   | M. Ory                    |
| 682075 | 2006 BL290               | 18 ottobre 2009   | Mount Lemmon Survey       |
| 682076 | 2006 BQ290               | 24 agosto 2003    | Cerro Tololo Obs.         |
| 682077 | 2006 BX290               | 20 marzo 2012     | Pan-STARRS                |
| 682078 | 2006 BN291               | 30 settembre 2017 | Mount Lemmon Survey       |
| 682079 | 2006 BB292               | 26 gennaio 2017   | Pan-STARRS                |
| 682080 | 2006 BF293               | 30 aprile 2008    | Mount Lemmon Survey       |
| 682081 | 2006 BF294               | 8 agosto 2016     | Pan-STARRS                |
| 682082 | 2006 BP294               | 25 gennaio 2015   | Pan-STARRS                |
| 682083 | 2006 BR294               | 7 novembre 2005   | Osservatorio di Mauna Kea |
| 682084 | 2006 BS294               | 21 settembre 2017 | Pan-STARRS                |
| 682085 | 2006 BW294               | 23 gennaio 2006   | Spacewatch                |
| 682086 | 2006 BK295               | 20 settembre 2011 | Mount Lemmon Survey       |
| 682087 | 2006 BU295               | 31 gennaio 2006   | Spacewatch                |
| 682088 | 2006 BY295               | 24 febbraio 2017  | Pan-STARRS                |
| 682089 | 2006 BT297               | 30 gennaio 2006   | Spacewatch                |
| 682090 | 2006 BC298               | 22 gennaio 2006   | Mount Lemmon Survey       |
| 682091 | 2006 BO298               | 27 gennaio 2006   | Mount Lemmon Survey       |
| 682092 | 2006 BJ299               | 23 gennaio 2006   | Spacewatch                |
| 682093 | 2006 BO299               | 21 gennaio 2006   | Mount Lemmon Survey       |
| 682094 | 2006 BO300               | 23 gennaio 2006   | Spacewatch                |
| 682095 | 2006 BY300               | 23 gennaio 2006   | CSS                       |
| 682096 | 2006 BZ300               | 30 gennaio 2006   | Spacewatch                |
| 682097 | 2006 BO301               | 26 gennaio 2006   | Spacewatch                |
| 682098 | 2006 BO302               | 22 gennaio 2006   | Mount Lemmon Survey       |
| 682099 | 2006 CU1                 | 1 febbraio 2006   | Spacewatch                |
| 682100 | 2006 CH2                 | 25 novembre 2005  | Mount Lemmon Survey       |

## 682101–682200
| Nome   | Designazione provvisoria | Data di scoperta  | Scopritore                 |
| ------ | ------------------------ | ----------------- | -------------------------- |
| 682101 | 2006 CM2                 | 22 gennaio 2006   | Mount Lemmon Survey        |
| 682102 | 2006 CB3                 | 1 febbraio 2006   | Mount Lemmon Survey        |
| 682103 | 2006 CF3                 | 1 febbraio 2006   | Mount Lemmon Survey        |
| 682104 | 2006 CQ6                 | 1 febbraio 2006   | Mount Lemmon Survey        |
| 682105 | 2006 CW6                 | 1 febbraio 2006   | Mount Lemmon Survey        |
| 682106 | 2006 CV10                | 25 dicembre 2005  | Mount Lemmon Survey        |
| 682107 | 2006 CC12                | 1 febbraio 2006   | Spacewatch                 |
| 682108 | 2006 CR14                | 1 febbraio 2006   | Spacewatch                 |
| 682109 | 2006 CO16                | 1 febbraio 2006   | Mount Lemmon Survey        |
| 682110 | 2006 CX16                | 1 febbraio 2006   | Mount Lemmon Survey        |
| 682111 | 2006 CL17                | 1 febbraio 2006   | Mount Lemmon Survey        |
| 682112 | 2006 CH19                | 1 febbraio 2006   | Mount Lemmon Survey        |
| 682113 | 2006 CF30                | 24 ottobre 2005   | Osservatorio di Mauna Kea  |
| 682114 | 2006 CG34                | 2 febbraio 2006   | Mount Lemmon Survey        |
| 682115 | 2006 CK34                | 2 febbraio 2006   | Mount Lemmon Survey        |
| 682116 | 2006 CY45                | 7 gennaio 2006    | Mount Lemmon Survey        |
| 682117 | 2006 CS55                | 4 febbraio 2006   | Mount Lemmon Survey        |
| 682118 | 2006 CM64                | 24 gennaio 2003   | A. Boattini, O. R. Hainaut |
| 682119 | 2006 CR64                | 2 febbraio 2006   | Osservatorio di Mauna Kea  |
| 682120 | 2006 CB65                | 4 dicembre 2005   | Spacewatch                 |
| 682121 | 2006 CH67                | 1 febbraio 2006   | Mount Lemmon Survey        |
| 682122 | 2006 CZ71                | 24 settembre 2008 | Spacewatch                 |
| 682123 | 2006 CB74                | 11 novembre 2004  | Spacewatch                 |
| 682124 | 2006 CN74                | 14 marzo 2012     | Mount Lemmon Survey        |
| 682125 | 2006 CM77                | 14 marzo 2012     | Pan-STARRS                 |
| 682126 | 2006 CZ79                | 19 gennaio 2012   | Pan-STARRS                 |
| 682127 | 2006 CJ82                | 3 gennaio 2009    | Spacewatch                 |
| 682128 | 2006 CO84                | 30 gennaio 2011   | Spacewatch                 |
| 682129 | 2006 CV84                | 18 febbraio 2015  | Pan-STARRS                 |
| 682130 | 2006 CC85                | 17 novembre 2009  | Mount Lemmon Survey        |
| 682131 | 2006 CC86                | 24 febbraio 2015  | Pan-STARRS                 |
| 682132 | 2006 CF87                | 2 settembre 2008  | Spacewatch                 |
| 682133 | 2006 CO87                | 4 febbraio 2006   | Spacewatch                 |
| 682134 | 2006 CY87                | 10 gennaio 2013   | Pan-STARRS                 |
| 682135 | 2006 CL91                | 1 febbraio 2006   | Spacewatch                 |
| 682136 | 2006 CP91                | 2 febbraio 2006   | Spacewatch                 |
| 682137 | 2006 CE92                | 21 gennaio 2006   | Mount Lemmon Survey        |
| 682138 | 2006 DF15                | 1 febbraio 2006   | Spacewatch                 |
| 682139 | 2006 DX19                | 20 febbraio 2006  | Spacewatch                 |
| 682140 | 2006 DM43                | 20 febbraio 2006  | Spacewatch                 |
| 682141 | 2006 DL51                | 1 febbraio 2006   | Spacewatch                 |
| 682142 | 2006 DS51                | 24 febbraio 2006  | Spacewatch                 |
| 682143 | 2006 DF75                | 31 gennaio 2006   | Spacewatch                 |
| 682144 | 2006 DW78                | 24 febbraio 2006  | Spacewatch                 |
| 682145 | 2006 DU81                | 24 febbraio 2006  | Spacewatch                 |
| 682146 | 2006 DX82                | 24 febbraio 2006  | Spacewatch                 |
| 682147 | 2006 DH89                | 24 febbraio 2006  | Spacewatch                 |
| 682148 | 2006 DO103               | 25 febbraio 2006  | Mount Lemmon Survey        |
| 682149 | 2006 DJ107               | 25 febbraio 2006  | Mount Lemmon Survey        |
| 682150 | 2006 DK112               | 27 febbraio 2006  | Mount Lemmon Survey        |
| 682151 | 2006 DM115               | 27 febbraio 2006  | Spacewatch                 |
| 682152 | 2006 DO118               | 28 febbraio 2006  | Mount Lemmon Survey        |
| 682153 | 2006 DX125               | 25 febbraio 2006  | Spacewatch                 |
| 682154 | 2006 DG126               | 25 febbraio 2006  | Spacewatch                 |
| 682155 | 2006 DA127               | 26 gennaio 2006   | Spacewatch                 |
| 682156 | 2006 DD127               | 25 febbraio 2006  | Spacewatch                 |
| 682157 | 2006 DF127               | 25 febbraio 2006  | Spacewatch                 |
| 682158 | 2006 DS129               | 25 febbraio 2006  | Spacewatch                 |
| 682159 | 2006 DJ135               | 25 febbraio 2006  | Mount Lemmon Survey        |
| 682160 | 2006 DK135               | 25 febbraio 2006  | Mount Lemmon Survey        |
| 682161 | 2006 DL135               | 31 gennaio 2006   | Spacewatch                 |
| 682162 | 2006 DY139               | 25 febbraio 2006  | Spacewatch                 |
| 682163 | 2006 DE144               | 25 febbraio 2006  | Mount Lemmon Survey        |
| 682164 | 2006 DE145               | 25 febbraio 2006  | Mount Lemmon Survey        |
| 682165 | 2006 DE146               | 25 febbraio 2006  | Mount Lemmon Survey        |
| 682166 | 2006 DM148               | 25 febbraio 2006  | Spacewatch                 |
| 682167 | 2006 DK154               | 29 settembre 2003 | Spacewatch                 |
| 682168 | 2006 DO162               | 27 febbraio 2006  | Mount Lemmon Survey        |
| 682169 | 2006 DA166               | 27 febbraio 2006  | Spacewatch                 |
| 682170 | 2006 DG167               | 27 febbraio 2006  | Spacewatch                 |
| 682171 | 2006 DT175               | 27 febbraio 2006  | Mount Lemmon Survey        |
| 682172 | 2006 DG177               | 27 febbraio 2006  | Mount Lemmon Survey        |
| 682173 | 2006 DJ191               | 27 febbraio 2006  | Spacewatch                 |
| 682174 | 2006 DN192               | 24 luglio 2003    | NEAT                       |
| 682175 | 2006 DC194               | 28 febbraio 2006  | Mount Lemmon Survey        |
| 682176 | 2006 DD205               | 25 febbraio 2006  | Mount Lemmon Survey        |
| 682177 | 2006 DS213               | 24 febbraio 2006  | CSS                        |
| 682178 | 2006 DN217               | 30 gennaio 2006   | Spacewatch                 |
| 682179 | 2006 DD218               | 25 febbraio 2006  | Mount Lemmon Survey        |
| 682180 | 2006 DK220               | 24 febbraio 2006  | Spacewatch                 |
| 682181 | 2006 DV220               | 4 giugno 2011     | Mount Lemmon Survey        |
| 682182 | 2006 DL221               | 28 aprile 2011    | Pan-STARRS                 |
| 682183 | 2006 DD222               | 3 settembre 2013  | Spacewatch                 |
| 682184 | 2006 DQ222               | 18 dicembre 2009  | Mount Lemmon Survey        |
| 682185 | 2006 DN225               | 27 febbraio 2006  | Mount Lemmon Survey        |
| 682186 | 2006 DW225               | 27 febbraio 2006  | Spacewatch                 |
| 682187 | 2006 DB226               | 25 febbraio 2006  | Mount Lemmon Survey        |
| 682188 | 2006 DE226               | 24 febbraio 2006  | Spacewatch                 |
| 682189 | 2006 EG2                 | 27 febbraio 2006  | Spacewatch                 |
| 682190 | 2006 EH4                 | 31 gennaio 2006   | Spacewatch                 |
| 682191 | 2006 EQ4                 | 2 marzo 2006      | Spacewatch                 |
| 682192 | 2006 EZ5                 | 2 marzo 2006      | Spacewatch                 |
| 682193 | 2006 EL8                 | 2 marzo 2006      | Spacewatch                 |
| 682194 | 2006 EB9                 | 2 marzo 2006      | Spacewatch                 |
| 682195 | 2006 EM11                | 2 marzo 2006      | Spacewatch                 |
| 682196 | 2006 EV11                | 2 marzo 2006      | Spacewatch                 |
| 682197 | 2006 EB17                | 24 ottobre 2005   | Osservatorio di Mauna Kea  |
| 682198 | 2006 EQ22                | 3 marzo 2006      | Spacewatch                 |
| 682199 | 2006 ET22                | 3 marzo 2006      | Spacewatch                 |
| 682200 | 2006 EE24                | 3 marzo 2006      | Spacewatch                 |

## 682201–682300
| Nome   | Designazione provvisoria | Data di scoperta  | Scopritore                  |
| ------ | ------------------------ | ----------------- | --------------------------- |
| 682201 | 2006 EM24                | 3 marzo 2006      | Spacewatch                  |
| 682202 | 2006 EA26                | 3 marzo 2006      | Spacewatch                  |
| 682203 | 2006 EM27                | 3 marzo 2006      | Mount Lemmon Survey         |
| 682204 | 2006 EW35                | 3 marzo 2006      | Mount Lemmon Survey         |
| 682205 | 2006 EG36                | 3 marzo 2006      | Mount Lemmon Survey         |
| 682206 | 2006 EG46                | 4 marzo 2006      | Spacewatch                  |
| 682207 | 2006 EN64                | 5 marzo 2006      | Spacewatch                  |
| 682208 | 2006 EZ64                | 5 marzo 2006      | Spacewatch                  |
| 682209 | 2006 EM75                | 18 febbraio 2015  | L. H. Wasserman, M. W. Buie |
| 682210 | 2006 EM76                | 23 marzo 2012     | L. Bernasconi               |
| 682211 | 2006 EN76                | 3 settembre 2013  | Mount Lemmon Survey         |
| 682212 | 2006 EY76                | 20 febbraio 2006  | Spacewatch                  |
| 682213 | 2006 EQ77                | 20 maggio 2010    | Mount Lemmon Survey         |
| 682214 | 2006 EA78                | 11 febbraio 2015  | Mount Lemmon Survey         |
| 682215 | 2006 EL78                | 28 agosto 2014    | Spacewatch                  |
| 682216 | 2006 EO78                | 12 aprile 2012    | Pan-STARRS                  |
| 682217 | 2006 EX78                | 1 aprile 2012     | Mount Lemmon Survey         |
| 682218 | 2006 EG79                | 9 novembre 2013   | Pan-STARRS                  |
| 682219 | 2006 EZ79                | 28 ottobre 2014   | Pan-STARRS                  |
| 682220 | 2006 EY80                | 17 febbraio 2015  | Pan-STARRS                  |
| 682221 | 2006 ED81                | 4 marzo 2006      | Spacewatch                  |
| 682222 | 2006 EC82                | 4 marzo 2006      | Spacewatch                  |
| 682223 | 2006 FS28                | 24 marzo 2006     | Mount Lemmon Survey         |
| 682224 | 2006 FK31                | 25 marzo 2006     | Mount Lemmon Survey         |
| 682225 | 2006 FY57                | 3 marzo 2006      | Spacewatch                  |
| 682226 | 2006 FG58                | 8 ottobre 2008    | Spacewatch                  |
| 682227 | 2006 FT60                | 24 marzo 2006     | Spacewatch                  |
| 682228 | 2006 FQ61                | 26 marzo 2006     | Mount Lemmon Survey         |
| 682229 | 2006 GB9                 | 2 aprile 2006     | Spacewatch                  |
| 682230 | 2006 GB21                | 2 aprile 2006     | Spacewatch                  |
| 682231 | 2006 GS23                | 2 aprile 2006     | Spacewatch                  |
| 682232 | 2006 GY28                | 2 aprile 2006     | Spacewatch                  |
| 682233 | 2006 GL33                | 10 marzo 2005     | Mount Lemmon Survey         |
| 682234 | 2006 GZ55                | 26 settembre 2012 | Mount Lemmon Survey         |
| 682235 | 2006 GO56                | 12 marzo 2016     | Mount Lemmon Survey         |
| 682236 | 2006 GX56                | 7 aprile 2006     | Spacewatch                  |
| 682237 | 2006 GP57                | 17 giugno 2015    | Pan-STARRS                  |
| 682238 | 2006 GV57                | 20 maggio 2015    | Mount Lemmon Survey         |
| 682239 | 2006 GM58                | 2 aprile 2006     | Spacewatch                  |
| 682240 | 2006 GO58                | 21 novembre 2015  | Mount Lemmon Survey         |
| 682241 | 2006 GT58                | 7 aprile 2006     | Spacewatch                  |
| 682242 | 2006 GY58                | 7 aprile 2006     | Mount Lemmon Survey         |
| 682243 | 2006 HK10                | 19 aprile 2006    | Spacewatch                  |
| 682244 | 2006 HE13                | 19 aprile 2006    | Spacewatch                  |
| 682245 | 2006 HE14                | 19 aprile 2006    | Mount Lemmon Survey         |
| 682246 | 2006 HU14                | 24 ottobre 2003   | Spacewatch                  |
| 682247 | 2006 HC18                | 19 aprile 2006    | Mount Lemmon Survey         |
| 682248 | 2006 HH32                | 19 aprile 2006    | Spacewatch                  |
| 682249 | 2006 HZ33                | 7 aprile 2006     | Spacewatch                  |
| 682250 | 2006 HM34                | 20 settembre 2003 | Spacewatch                  |
| 682251 | 2006 HQ46                | 20 aprile 2006    | Spacewatch                  |
| 682252 | 2006 HX47                | 20 aprile 2006    | Spacewatch                  |
| 682253 | 2006 HV61                | 23 marzo 2006     | Spacewatch                  |
| 682254 | 2006 HG69                | 24 aprile 2006    | Mount Lemmon Survey         |
| 682255 | 2006 HO70                | 7 febbraio 2002   | Spacewatch                  |
| 682256 | 2006 HA73                | 21 aprile 2006    | Spacewatch                  |
| 682257 | 2006 HE77                | 25 aprile 2006    | Spacewatch                  |
| 682258 | 2006 HS84                | 26 aprile 2006    | Spacewatch                  |
| 682259 | 2006 HA92                | 29 aprile 2006    | Spacewatch                  |
| 682260 | 2006 HC96                | 30 aprile 2006    | Spacewatch                  |
| 682261 | 2006 HV98                | 30 aprile 2006    | Spacewatch                  |
| 682262 | 2006 HD104               | 30 aprile 2006    | Spacewatch                  |
| 682263 | 2006 HK124               | 20 dicembre 2011  | ESA OGS                     |
| 682264 | 2006 HM125               | 27 aprile 2006    | Cerro Tololo Obs.           |
| 682265 | 2006 HK126               | 28 aprile 2006    | Cerro Tololo Obs.           |
| 682266 | 2006 HT139               | 26 aprile 2006    | Cerro Tololo Obs.           |
| 682267 | 2006 HM140               | 26 aprile 2006    | Cerro Tololo Obs.           |
| 682268 | 2006 HV145               | 27 aprile 2006    | Cerro Tololo Obs.           |
| 682269 | 2006 HD148               | 9 febbraio 2005   | Spacewatch                  |
| 682270 | 2006 HV148               | 30 settembre 2003 | Spacewatch                  |
| 682271 | 2006 HB155               | 19 aprile 2006    | Mount Lemmon Survey         |
| 682272 | 2006 HN155               | 21 maggio 2012    | Pan-STARRS                  |
| 682273 | 2006 HV155               | 28 marzo 2014     | Mount Lemmon Survey         |
| 682274 | 2006 HD157               | 2 settembre 2008  | Spacewatch                  |
| 682275 | 2006 HN157               | 7 dicembre 2015   | Pan-STARRS                  |
| 682276 | 2006 HV157               | 13 aprile 2015    | Mount Lemmon Survey         |
| 682277 | 2006 HZ160               | 29 aprile 2006    | Spacewatch                  |
| 682278 | 2006 HC161               | 24 aprile 2006    | Spacewatch                  |
| 682279 | 2006 JT30                | 3 maggio 2006     | Mount Lemmon Survey         |
| 682280 | 2006 JV31                | 3 maggio 2006     | Spacewatch                  |
| 682281 | 2006 JQ40                | 21 aprile 2006    | Spacewatch                  |
| 682282 | 2006 JJ46                | 5 maggio 2006     | Spacewatch                  |
| 682283 | 2006 JJ51                | 20 aprile 2006    | Spacewatch                  |
| 682284 | 2006 JQ63                | 2 marzo 2006      | Mount Lemmon Survey         |
| 682285 | 2006 JE67                | 28 aprile 2006    | Cerro Tololo Obs.           |
| 682286 | 2006 JJ67                | 28 aprile 2006    | Cerro Tololo Obs.           |
| 682287 | 2006 JF69                | 25 marzo 2006     | Spacewatch                  |
| 682288 | 2006 JV71                | 1 maggio 2006     | Osservatorio di Mauna Kea   |
| 682289 | 2006 JD76                | 1 maggio 2006     | Mauna Kea Obs.              |
| 682290 | 2006 JK76                | 31 maggio 2006    | Mount Lemmon Survey         |
| 682291 | 2006 JZ77                | 19 aprile 2006    | Mount Lemmon Survey         |
| 682292 | 2006 JX82                | 14 gennaio 2016   | Pan-STARRS                  |
| 682293 | 2006 JG84                | 2 novembre 2012   | Pan-STARRS                  |
| 682294 | 2006 JL84                | 25 settembre 2012 | Mount Lemmon Survey         |
| 682295 | 2006 JD85                | 26 agosto 1998    | Spacewatch                  |
| 682296 | 2006 JT87                | 24 settembre 2008 | Spacewatch                  |
| 682297 | 2006 JQ88                | 29 settembre 2003 | Spacewatch                  |
| 682298 | 2006 JY89                | 6 maggio 2006     | Spacewatch                  |
| 682299 | 2006 KH18                | 21 maggio 2006    | Spacewatch                  |
| 682300 | 2006 KZ22                | 21 maggio 2006    | Mount Lemmon Survey         |

## 682301–682400
| Nome   | Designazione provvisoria | Data di scoperta | Scopritore                |
| ------ | ------------------------ | ---------------- | ------------------------- |
| 682301 | 2006 KU25                | 19 maggio 2006   | Mount Lemmon Survey       |
| 682302 | 2006 KH27                | 20 maggio 2006   | Mount Lemmon Survey       |
| 682303 | 2006 KH29                | 20 maggio 2006   | Spacewatch                |
| 682304 | 2006 KN32                | 20 maggio 2006   | Spacewatch                |
| 682305 | 2006 KR33                | 20 maggio 2006   | Spacewatch                |
| 682306 | 2006 KH34                | 18 novembre 1998 | D. Davis, S. Howell       |
| 682307 | 2006 KZ40                | 20 ottobre 2012  | Spacewatch                |
| 682308 | 2006 KA45                | 21 maggio 2006   | Spacewatch                |
| 682309 | 2006 KV45                | 21 maggio 2006   | Mount Lemmon Survey       |
| 682310 | 2006 KP54                | 21 maggio 2006   | Spacewatch                |
| 682311 | 2006 KT54                | 21 maggio 2006   | Spacewatch                |
| 682312 | 2006 KG70                | 22 maggio 2006   | Spacewatch                |
| 682313 | 2006 KY74                | 23 maggio 2006   | Spacewatch                |
| 682314 | 2006 KD78                | 24 maggio 2006   | Mount Lemmon Survey       |
| 682315 | 2006 KB80                | 25 maggio 2006   | Mount Lemmon Survey       |
| 682316 | 2006 KL87                | 24 maggio 2006   | Spacewatch                |
| 682317 | 2006 KL88                | 24 maggio 2006   | Spacewatch                |
| 682318 | 2006 KJ92                | 25 maggio 2006   | Spacewatch                |
| 682319 | 2006 KD95                | 25 maggio 2006   | Spacewatch                |
| 682320 | 2006 KA98                | 26 maggio 2006   | Spacewatch                |
| 682321 | 2006 KX105               | 24 aprile 2006   | LONEOS                    |
| 682322 | 2006 KC112               | 23 maggio 2006   | Mount Lemmon Survey       |
| 682323 | 2006 KN112               | 7 maggio 2006    | Spacewatch                |
| 682324 | 2006 KJ116               | 20 maggio 2006   | Spacewatch                |
| 682325 | 2006 KX117               | 31 maggio 2006   | Mount Lemmon Survey       |
| 682326 | 2006 KK127               | 25 maggio 2006   | Osservatorio di Mauna Kea |
| 682327 | 2006 KM127               | 25 maggio 2006   | Mauna Kea Obs.            |
| 682328 | 2006 KQ127               | 25 maggio 2006   | Mauna Kea Obs.            |
| 682329 | 2006 KX129               | 25 maggio 2006   | Mauna Kea Obs.            |
| 682330 | 2006 KP130               | 25 maggio 2006   | Mauna Kea Obs.            |
| 682331 | 2006 KL134               | 23 maggio 2006   | Mount Lemmon Survey       |
| 682332 | 2006 KW139               | 25 maggio 2006   | Osservatorio di Mauna Kea |
| 682333 | 2006 KW145               | 6 febbraio 2014  | Mount Lemmon Survey       |
| 682334 | 2006 KL146               | 25 maggio 2006   | Mount Lemmon Survey       |
| 682335 | 2006 KO146               | 13 dicembre 2015 | Pan-STARRS                |
| 682336 | 2006 KS147               | 29 maggio 2006   | Spacewatch                |
| 682337 | 2006 KD148               | 23 febbraio 2015 | Pan-STARRS                |
| 682338 | 2006 KK148               | 24 maggio 2006   | Spacewatch                |
| 682339 | 2006 KX148               | 23 maggio 2006   | Spacewatch                |
| 682340 | 2006 KY148               | 21 maggio 2006   | Spacewatch                |
| 682341 | 2006 KK149               | 22 maggio 2006   | Mount Lemmon Survey       |
| 682342 | 2006 KL150               | 12 aprile 2011   | Mount Lemmon Survey       |
| 682343 | 2006 KW151               | 12 novembre 2012 | Mount Lemmon Survey       |
| 682344 | 2006 KF152               | 19 novembre 2014 | Pan-STARRS                |
| 682345 | 2006 KW153               | 8 ottobre 2007   | Mount Lemmon Survey       |
| 682346 | 2006 KO154               | 20 maggio 2006   | Spacewatch                |
| 682347 | 2006 KK155               | 23 maggio 2006   | Spacewatch                |
| 682348 | 2006 KZ155               | 21 maggio 2006   | Spacewatch                |
| 682349 | 2006 KJ156               | 4 giugno 2006    | Mount Lemmon Survey       |
| 682350 | 2006 KK156               | 25 maggio 2006   | Mount Lemmon Survey       |
| 682351 | 2006 LT8                 | 8 maggio 2014    | Pan-STARRS                |
| 682352 | 2006 LB9                 | 2 novembre 2008  | Mount Lemmon Survey       |
| 682353 | 2006 LH9                 | 12 ottobre 2016  | Pan-STARRS                |
| 682354 | 2006 MU2                 | 24 maggio 2006   | Spacewatch                |
| 682355 | 2006 MW5                 | 24 maggio 2006   | Spacewatch                |
| 682356 | 2006 MC10                | 21 giugno 2006   | Spacewatch                |
| 682357 | 2006 MY15                | 14 agosto 2013   | Pan-STARRS                |
| 682358 | 2006 MG16                | 8 luglio 2018    | Pan-STARRS 2              |
| 682359 | 2006 NA1                 | 2 luglio 2006    | W. Bickel                 |
| 682360 | 2006 OX3                 | 21 luglio 2006   | Mount Lemmon Survey       |
| 682361 | 2006 OM8                 | 8 giugno 2002    | Spacewatch                |
| 682362 | 2006 OS17                | 18 luglio 2006   | SSS                       |
| 682363 | 2006 OX22                | 18 giugno 2006   | Spacewatch                |
| 682364 | 2006 OA25                | 3 marzo 2009     | Mount Lemmon Survey       |
| 682365 | 2006 OU26                | 21 luglio 2006   | Mount Lemmon Survey       |
| 682366 | 2006 OR27                | 13 novembre 2007 | Spacewatch                |
| 682367 | 2006 OS32                | 17 febbraio 2010 | Spacewatch                |
| 682368 | 2006 OG36                | 9 novembre 2007  | Mount Lemmon Survey       |
| 682369 | 2006 OO39                | 15 aprile 2013   | Pan-STARRS                |
| 682370 | 2006 PA2                 | 3 giugno 2006    | Mount Lemmon Survey       |
| 682371 | 2006 PN5                 | 12 agosto 2006   | NEAT                      |
| 682372 | 2006 PV15                | 17 agosto 2006   | NEAT                      |
| 682373 | 2006 PY25                | 13 agosto 2006   | NEAT                      |
| 682374 | 2006 PH26                | 15 agosto 2006   | NEAT                      |
| 682375 | 2006 QF34                | 20 luglio 2006   | NEAT                      |
| 682376 | 2006 QM40                | 25 agosto 2006   | R. Ferrando, M. Ferrando  |
| 682377 | 2006 QG42                | 17 agosto 2006   | NEAT                      |
| 682378 | 2006 QR44                | 19 agosto 2006   | LONEOS                    |
| 682379 | 2006 QK68                | 21 agosto 2006   | Spacewatch                |
| 682380 | 2006 QQ71                | 21 agosto 2006   | Spacewatch                |
| 682381 | 2006 QA73                | 14 maggio 2005   | Mount Lemmon Survey       |
| 682382 | 2006 QE75                | 21 agosto 2006   | Spacewatch                |
| 682383 | 2006 QC83                | 19 agosto 2006   | Spacewatch                |
| 682384 | 2006 QG86                | 19 agosto 2006   | Spacewatch                |
| 682385 | 2006 QQ87                | 27 agosto 2006   | Spacewatch                |
| 682386 | 2006 QO89                | 29 agosto 2006   | J. W. Young               |
| 682387 | 2006 QM94                | 19 agosto 2006   | Spacewatch                |
| 682388 | 2006 QL97                | 21 luglio 2006   | CSS                       |
| 682389 | 2006 QJ100               | 24 agosto 2006   | NEAT                      |
| 682390 | 2006 QH105               | 16 gennaio 2005  | Spacewatch                |
| 682391 | 2006 QL109               | 28 agosto 2006   | Spacewatch                |
| 682392 | 2006 QG112               | 23 agosto 2006   | NEAT                      |
| 682393 | 2006 QU124               | 5 agosto 2006    | LUSS                      |
| 682394 | 2006 QD139               | 17 agosto 2006   | NEAT                      |
| 682395 | 2006 QE142               | 19 agosto 2006   | Spacewatch                |
| 682396 | 2006 QE149               | 18 agosto 2006   | Spacewatch                |
| 682397 | 2006 QN150               | 19 agosto 2006   | Spacewatch                |
| 682398 | 2006 QQ163               | 19 agosto 2006   | Spacewatch                |
| 682399 | 2006 QC176               | 22 agosto 2006   | L. H. Wasserman           |
| 682400 | 2006 QM177               | 29 agosto 2006   | CSS                       |

## 682401–682500
| Nome   | Designazione provvisoria | Data di scoperta  | Scopritore             |
| ------ | ------------------------ | ----------------- | ---------------------- |
| 682401 | 2006 QX188               | 28 febbraio 2009  | Spacewatch             |
| 682402 | 2006 QW190               | 4 gennaio 2014    | Pan-STARRS             |
| 682403 | 2006 QO191               | 11 ottobre 2010   | Mount Lemmon Survey    |
| 682404 | 2006 QO194               | 28 agosto 2006    | Spacewatch             |
| 682405 | 2006 QS196               | 15 novembre 2007  | Mount Lemmon Survey    |
| 682406 | 2006 QF200               | 24 marzo 2014     | Pan-STARRS             |
| 682407 | 2006 QU201               | 18 settembre 2011 | Mount Lemmon Survey    |
| 682408 | 2006 QU202               | 18 agosto 2006    | Spacewatch             |
| 682409 | 2006 QE203               | 28 agosto 2006    | Spacewatch             |
| 682410 | 2006 QL204               | 29 agosto 2006    | Spacewatch             |
| 682411 | 2006 QT205               | 19 agosto 2006    | Spacewatch             |
| 682412 | 2006 QR206               | 28 agosto 2006    | Spacewatch             |
| 682413 | 2006 QT207               | 21 agosto 2006    | Spacewatch             |
| 682414 | 2006 RQ12                | 14 settembre 2006 | Spacewatch             |
| 682415 | 2006 RC13                | 14 settembre 2006 | Spacewatch             |
| 682416 | 2006 RD14                | 14 settembre 2006 | Spacewatch             |
| 682417 | 2006 RG25                | 29 agosto 2006    | Spacewatch             |
| 682418 | 2006 RT25                | 29 agosto 2006    | Spacewatch             |
| 682419 | 2006 RM38                | 13 settembre 2006 | NEAT                   |
| 682420 | 2006 RU47                | 14 settembre 2006 | NEAT                   |
| 682421 | 2006 RR51                | 14 settembre 2006 | Spacewatch             |
| 682422 | 2006 RV69                | 15 settembre 2006 | Spacewatch             |
| 682423 | 2006 RW69                | 15 settembre 2006 | Spacewatch             |
| 682424 | 2006 RJ76                | 15 settembre 2006 | Spacewatch             |
| 682425 | 2006 RD79                | 15 settembre 2006 | Spacewatch             |
| 682426 | 2006 RX82                | 15 settembre 2006 | Spacewatch             |
| 682427 | 2006 RR106               | 14 settembre 2006 | J. Masiero, R. Jedicke |
| 682428 | 2006 RW106               | 11 gennaio 2008   | Mount Lemmon Survey    |
| 682429 | 2006 RZ106               | 14 settembre 2006 | J. Masiero, R. Jedicke |
| 682430 | 2006 RK113               | 26 settembre 2006 | Mount Lemmon Survey    |
| 682431 | 2006 RF126               | 15 settembre 2006 | Spacewatch             |
| 682432 | 2006 RH126               | 14 settembre 2006 | Spacewatch             |
| 682433 | 2006 SG2                 | 16 settembre 2006 | CSS                    |
| 682434 | 2006 SX9                 | 16 settembre 2006 | Spacewatch             |
| 682435 | 2006 ST19                | 18 settembre 2006 | V. S. Casulli          |
| 682436 | 2006 SY30                | 29 agosto 2006    | Spacewatch             |
| 682437 | 2006 SW44                | 18 agosto 2006    | NEAT                   |
| 682438 | 2006 SN61                | 16 settembre 2006 | CSS                    |
| 682439 | 2006 SX67                | 19 settembre 2006 | Spacewatch             |
| 682440 | 2006 SW91                | 18 settembre 2006 | Spacewatch             |
| 682441 | 2006 SO100               | 19 settembre 2006 | Spacewatch             |
| 682442 | 2006 SG114               | 23 settembre 2006 | Spacewatch             |
| 682443 | 2006 SX120               | 18 settembre 2006 | CSS                    |
| 682444 | 2006 SX138               | 21 settembre 2006 | LONEOS                 |
| 682445 | 2006 SS146               | 19 settembre 2006 | Spacewatch             |
| 682446 | 2006 SS147               | 19 settembre 2006 | Spacewatch             |
| 682447 | 2006 SK180               | 15 settembre 2006 | Spacewatch             |
| 682448 | 2006 SH189               | 18 settembre 2006 | Spacewatch             |
| 682449 | 2006 SQ189               | 26 settembre 2006 | Spacewatch             |
| 682450 | 2006 SS190               | 26 settembre 2006 | Mount Lemmon Survey    |
| 682451 | 2006 SZ193               | 19 settembre 2006 | Spacewatch             |
| 682452 | 2006 SJ203               | 16 settembre 2006 | Spacewatch             |
| 682453 | 2006 SN204               | 25 settembre 2006 | Spacewatch             |
| 682454 | 2006 SP208               | 18 settembre 2006 | LONEOS                 |
| 682455 | 2006 SG210               | 26 settembre 2006 | Mount Lemmon Survey    |
| 682456 | 2006 SX210               | 17 marzo 2005     | Mount Lemmon Survey    |
| 682457 | 2006 SA219               | 26 settembre 2006 | Piszkéstető Stn.       |
| 682458 | 2006 SU233               | 26 settembre 2006 | Spacewatch             |
| 682459 | 2006 SG235               | 26 settembre 2006 | Spacewatch             |
| 682460 | 2006 SV236               | 26 settembre 2006 | Mount Lemmon Survey    |
| 682461 | 2006 SD248               | 26 settembre 2006 | Mount Lemmon Survey    |
| 682462 | 2006 SQ253               | 18 settembre 2006 | Spacewatch             |
| 682463 | 2006 SO255               | 26 settembre 2006 | Mount Lemmon Survey    |
| 682464 | 2006 ST259               | 26 settembre 2006 | Mount Lemmon Survey    |
| 682465 | 2006 ST263               | 26 settembre 2006 | Spacewatch             |
| 682466 | 2006 SJ266               | 26 settembre 2006 | Spacewatch             |
| 682467 | 2006 SL271               | 27 settembre 2006 | Mount Lemmon Survey    |
| 682468 | 2006 SV282               | 25 settembre 2006 | LONEOS                 |
| 682469 | 2006 SB293               | 25 settembre 2006 | Spacewatch             |
| 682470 | 2006 SM293               | 25 settembre 2006 | Spacewatch             |
| 682471 | 2006 SG301               | 26 settembre 2006 | Mount Lemmon Survey    |
| 682472 | 2006 SG309               | 27 settembre 2006 | Spacewatch             |
| 682473 | 2006 SK309               | 17 settembre 2006 | Spacewatch             |
| 682474 | 2006 SG311               | 17 settembre 2006 | Spacewatch             |
| 682475 | 2006 SL311               | 27 settembre 2006 | Spacewatch             |
| 682476 | 2006 SV319               | 27 settembre 2006 | Spacewatch             |
| 682477 | 2006 SU323               | 17 settembre 2006 | Spacewatch             |
| 682478 | 2006 SH325               | 27 settembre 2006 | Spacewatch             |
| 682479 | 2006 SB330               | 27 settembre 2006 | Spacewatch             |
| 682480 | 2006 SJ333               | 28 settembre 2006 | Spacewatch             |
| 682481 | 2006 SZ340               | 28 settembre 2006 | Spacewatch             |
| 682482 | 2006 SS346               | 28 settembre 2006 | Spacewatch             |
| 682483 | 2006 SD355               | 30 settembre 2006 | Mount Lemmon Survey    |
| 682484 | 2006 SE355               | 30 settembre 2006 | Mount Lemmon Survey    |
| 682485 | 2006 SA371               | 14 settembre 2006 | Spacewatch             |
| 682486 | 2006 SB375               | 16 settembre 2006 | SDSS Collaboration     |
| 682487 | 2006 SR383               | 16 settembre 2006 | SDSS Collaboration     |
| 682488 | 2006 SN384               | 27 settembre 2006 | SDSS Collaboration     |
| 682489 | 2006 SK388               | 16 settembre 2006 | SDSS Collaboration     |
| 682490 | 2006 SH395               | 30 settembre 2006 | Spacewatch             |
| 682491 | 2006 SK395               | 17 settembre 2006 | J. Masiero, R. Jedicke |
| 682492 | 2006 SJ416               | 26 settembre 2006 | Spacewatch             |
| 682493 | 2006 SD422               | 18 settembre 2006 | Spacewatch             |
| 682494 | 2006 SE422               | 26 settembre 2006 | Mount Lemmon Survey    |
| 682495 | 2006 SO425               | 14 settembre 2006 | Spacewatch             |
| 682496 | 2006 SV428               | 31 ottobre 2010   | Mount Lemmon Survey    |
| 682497 | 2006 SS437               | 17 ottobre 2012   | Pan-STARRS             |
| 682498 | 2006 SM439               | 5 marzo 2013      | Pan-STARRS             |
| 682499 | 2006 SR439               | 24 marzo 2009     | Mount Lemmon Survey    |
| 682500 | 2006 SA440               | 28 settembre 2006 | Spacewatch             |

## 682501–682600
| Nome   | Designazione provvisoria | Data di scoperta  | Scopritore                |
| ------ | ------------------------ | ----------------- | ------------------------- |
| 682501 | 2006 SR441               | 27 maggio 2014    | Pan-STARRS                |
| 682502 | 2006 SZ442               | 12 gennaio 2013   | Mount Lemmon Survey       |
| 682503 | 2006 SZ445               | 30 settembre 2006 | Mount Lemmon Survey       |
| 682504 | 2006 SL449               | 28 settembre 2006 | Spacewatch                |
| 682505 | 2006 SX456               | 19 settembre 2006 | Spacewatch                |
| 682506 | 2006 SB457               | 18 settembre 2006 | Spacewatch                |
| 682507 | 2006 SK459               | 26 settembre 2006 | Mount Lemmon Survey       |
| 682508 | 2006 SN459               | 17 settembre 2006 | Spacewatch                |
| 682509 | 2006 SQ462               | 27 settembre 2006 | Spacewatch                |
| 682510 | 2006 TL2                 | 2 ottobre 2006    | Mount Lemmon Survey       |
| 682511 | 2006 TW27                | 27 settembre 2006 | Mount Lemmon Survey       |
| 682512 | 2006 TK30                | 25 settembre 2006 | Mount Lemmon Survey       |
| 682513 | 2006 TP60                | 14 ottobre 2006   | W. Bickel                 |
| 682514 | 2006 TB87                | 13 ottobre 2006   | Spacewatch                |
| 682515 | 2006 TW88                | 13 ottobre 2006   | Spacewatch                |
| 682516 | 2006 TW97                | 13 ottobre 2006   | Spacewatch                |
| 682517 | 2006 TX97                | 27 settembre 2006 | Mount Lemmon Survey       |
| 682518 | 2006 TN101               | 2 ottobre 2006    | Mount Lemmon Survey       |
| 682519 | 2006 TV112               | 1 ottobre 2006    | SDSS Collaboration        |
| 682520 | 2006 TW117               | 18 settembre 2006 | SDSS Collaboration        |
| 682521 | 2006 TE121               | 12 ottobre 2006   | SDSS Collaboration        |
| 682522 | 2006 TA124               | 2 ottobre 2006    | Mount Lemmon Survey       |
| 682523 | 2006 TG125               | 12 ottobre 2006   | NEAT                      |
| 682524 | 2006 TM127               | 13 ottobre 2006   | Spacewatch                |
| 682525 | 2006 TP128               | 19 settembre 2006 | Spacewatch                |
| 682526 | 2006 TH133               | 4 ottobre 2006    | Mount Lemmon Survey       |
| 682527 | 2006 TV134               | 9 ottobre 2016    | Mount Lemmon Survey       |
| 682528 | 2006 TV136               | 22 dicembre 2012  | Pan-STARRS                |
| 682529 | 2006 TF139               | 5 aprile 2014     | Pan-STARRS                |
| 682530 | 2006 TG140               | 2 ottobre 2006    | Spacewatch                |
| 682531 | 2006 TJ140               | 13 ottobre 2006   | Spacewatch                |
| 682532 | 2006 TK142               | 13 ottobre 2006   | Spacewatch                |
| 682533 | 2006 TM143               | 2 ottobre 2006    | Mount Lemmon Survey       |
| 682534 | 2006 TM144               | 2 ottobre 2006    | Mount Lemmon Survey       |
| 682535 | 2006 TP144               | 4 ottobre 2006    | Mount Lemmon Survey       |
| 682536 | 2006 UP9                 | 16 ottobre 2006   | Spacewatch                |
| 682537 | 2006 UN10                | 2 ottobre 2006    | Mount Lemmon Survey       |
| 682538 | 2006 UL21                | 16 ottobre 2006   | Spacewatch                |
| 682539 | 2006 UX22                | 28 agosto 2006    | Spacewatch                |
| 682540 | 2006 UR28                | 16 ottobre 2006   | Spacewatch                |
| 682541 | 2006 UL34                | 16 ottobre 2006   | Spacewatch                |
| 682542 | 2006 UX48                | 17 ottobre 2006   | Spacewatch                |
| 682543 | 2006 UO51                | 17 ottobre 2006   | Spacewatch                |
| 682544 | 2006 UF88                | 25 settembre 2006 | Mount Lemmon Survey       |
| 682545 | 2006 UJ89                | 17 ottobre 2006   | Spacewatch                |
| 682546 | 2006 UE98                | 2 ottobre 2006    | Mount Lemmon Survey       |
| 682547 | 2006 UB101               | 18 ottobre 2006   | Spacewatch                |
| 682548 | 2006 UZ101               | 18 ottobre 2006   | Spacewatch                |
| 682549 | 2006 UC112               | 21 agosto 2006    | Spacewatch                |
| 682550 | 2006 UH115               | 27 settembre 2006 | Spacewatch                |
| 682551 | 2006 UP116               | 19 ottobre 2006   | Spacewatch                |
| 682552 | 2006 UT128               | 19 ottobre 2006   | Spacewatch                |
| 682553 | 2006 UH138               | 19 ottobre 2006   | Spacewatch                |
| 682554 | 2006 UY145               | 20 ottobre 2006   | Spacewatch                |
| 682555 | 2006 UJ146               | 21 agosto 2006    | Spacewatch                |
| 682556 | 2006 UM150               | 20 ottobre 2006   | Mount Lemmon Survey       |
| 682557 | 2006 UL161               | 21 ottobre 2006   | Mount Lemmon Survey       |
| 682558 | 2006 UF165               | 2 ottobre 2006    | Mount Lemmon Survey       |
| 682559 | 2006 UL165               | 3 ottobre 2006    | Mount Lemmon Survey       |
| 682560 | 2006 UL169               | 21 ottobre 2006   | Mount Lemmon Survey       |
| 682561 | 2006 UF171               | 21 ottobre 2006   | Mount Lemmon Survey       |
| 682562 | 2006 UX172               | 22 ottobre 2006   | Spacewatch                |
| 682563 | 2006 US178               | 16 ottobre 2006   | CSS                       |
| 682564 | 2006 UF189               | 28 settembre 2006 | CSS                       |
| 682565 | 2006 UR191               | 11 ottobre 2006   | NEAT                      |
| 682566 | 2006 UG195               | 12 ottobre 2006   | Spacewatch                |
| 682567 | 2006 UH198               | 20 ottobre 2006   | Spacewatch                |
| 682568 | 2006 UR209               | 23 ottobre 2006   | Spacewatch                |
| 682569 | 2006 UW210               | 23 ottobre 2006   | Spacewatch                |
| 682570 | 2006 UY213               | 23 ottobre 2006   | Spacewatch                |
| 682571 | 2006 UJ234               | 22 ottobre 2006   | Spacewatch                |
| 682572 | 2006 UX237               | 23 ottobre 2006   | Spacewatch                |
| 682573 | 2006 UM238               | 23 ottobre 2006   | Spacewatch                |
| 682574 | 2006 UZ249               | 27 ottobre 2006   | Mount Lemmon Survey       |
| 682575 | 2006 UQ253               | 12 ottobre 2006   | Spacewatch                |
| 682576 | 2006 UT258               | 25 settembre 2006 | Spacewatch                |
| 682577 | 2006 UU260               | 28 ottobre 2006   | Mount Lemmon Survey       |
| 682578 | 2006 UX264               | 27 ottobre 2006   | Mount Lemmon Survey       |
| 682579 | 2006 UQ283               | 16 ottobre 2006   | Spacewatch                |
| 682580 | 2006 UB292               | 16 ottobre 2006   | Spacewatch                |
| 682581 | 2006 UE297               | 19 ottobre 2006   | L. H. Wasserman           |
| 682582 | 2006 UQ297               | 30 settembre 2006 | Mount Lemmon Survey       |
| 682583 | 2006 UU302               | 28 agosto 2006    | Spacewatch                |
| 682584 | 2006 UE312               | 19 ottobre 2006   | L. H. Wasserman           |
| 682585 | 2006 UO316               | 23 novembre 2006  | Spacewatch                |
| 682586 | 2006 UJ332               | 13 ottobre 2006   | SDSS Collaboration        |
| 682587 | 2006 UF344               | 3 febbraio 2008   | Mount Lemmon Survey       |
| 682588 | 2006 UZ348               | 26 ottobre 2006   | Osservatorio di Mauna Kea |
| 682589 | 2006 UD358               | 2 ottobre 2006    | Mount Lemmon Survey       |
| 682590 | 2006 UZ362               | 22 ottobre 2006   | CSS                       |
| 682591 | 2006 UV363               | 19 ottobre 2006   | CSS                       |
| 682592 | 2006 UZ364               | 22 ottobre 2006   | Mount Lemmon Survey       |
| 682593 | 2006 UH368               | 22 ottobre 2006   | Mount Lemmon Survey       |
| 682594 | 2006 UX369               | 20 ottobre 2006   | Spacewatch                |
| 682595 | 2006 UU372               | 23 ottobre 2006   | Mount Lemmon Survey       |
| 682596 | 2006 UH375               | 28 ottobre 2006   | Mount Lemmon Survey       |
| 682597 | 2006 UZ375               | 28 ottobre 2006   | Mount Lemmon Survey       |
| 682598 | 2006 UG378               | 8 maggio 2014     | Pan-STARRS                |
| 682599 | 2006 UN380               | 27 ottobre 2006   | Mount Lemmon Survey       |
| 682600 | 2006 UB383               | 21 ottobre 2006   | Mount Lemmon Survey       |

## 682601–682700
| Nome   | Designazione provvisoria | Data di scoperta  | Scopritore          |
| ------ | ------------------------ | ----------------- | ------------------- |
| 682601 | 2006 UU385               | 21 ottobre 2006   | Mount Lemmon Survey |
| 682602 | 2006 UP386               | 17 ottobre 2006   | Mount Lemmon Survey |
| 682603 | 2006 US388               | 31 ottobre 2006   | Spacewatch          |
| 682604 | 2006 UT391               | 22 ottobre 2006   | Spacewatch          |
| 682605 | 2006 UY391               | 28 ottobre 2006   | Mount Lemmon Survey |
| 682606 | 2006 UU393               | 21 ottobre 2006   | Spacewatch          |
| 682607 | 2006 VN10                | 20 ottobre 2006   | NEAT                |
| 682608 | 2006 VX11                | 11 novembre 2006  | Mount Lemmon Survey |
| 682609 | 2006 VC59                | 11 novembre 2006  | Spacewatch          |
| 682610 | 2006 VB127               | 15 novembre 2006  | Spacewatch          |
| 682611 | 2006 VA133               | 15 novembre 2006  | Spacewatch          |
| 682612 | 2006 VY136               | 15 novembre 2006  | Spacewatch          |
| 682613 | 2006 VK137               | 15 novembre 2006  | Spacewatch          |
| 682614 | 2006 VT137               | 28 ottobre 2006   | Mount Lemmon Survey |
| 682615 | 2006 VQ176               | 11 novembre 2006  | Spacewatch          |
| 682616 | 2006 VF178               | 4 ottobre 2011    | K. Sárneczky        |
| 682617 | 2006 VO179               | 2 ottobre 2006    | Mount Lemmon Survey |
| 682618 | 2006 VE181               | 13 novembre 2006  | Spacewatch          |
| 682619 | 2006 VZ182               | 1 novembre 2006   | Spacewatch          |
| 682620 | 2006 VN187               | 12 novembre 2006  | Mount Lemmon Survey |
| 682621 | 2006 WD1                 | 18 novembre 2006  | J.-C. Merlin        |
| 682622 | 2006 WV15                | 17 novembre 2006  | Spacewatch          |
| 682623 | 2006 WO21                | 17 novembre 2006  | Mount Lemmon Survey |
| 682624 | 2006 WP21                | 17 novembre 2006  | Mount Lemmon Survey |
| 682625 | 2006 WM31                | 12 novembre 2006  | Mount Lemmon Survey |
| 682626 | 2006 WW32                | 16 novembre 2006  | Spacewatch          |
| 682627 | 2006 WD40                | 16 novembre 2006  | Spacewatch          |
| 682628 | 2006 WE41                | 17 gennaio 2004   | Spacewatch          |
| 682629 | 2006 WH45                | 16 novembre 2006  | Mount Lemmon Survey |
| 682630 | 2006 WB48                | 16 novembre 2006  | Mount Lemmon Survey |
| 682631 | 2006 WD48                | 16 novembre 2006  | Spacewatch          |
| 682632 | 2006 WW51                | 16 novembre 2006  | Spacewatch          |
| 682633 | 2006 WG57                | 25 settembre 2006 | Spacewatch          |
| 682634 | 2006 WJ63                | 17 novembre 2006  | Mount Lemmon Survey |
| 682635 | 2006 WG72                | 18 novembre 2006  | Spacewatch          |
| 682636 | 2006 WL78                | 19 ottobre 2006   | Mount Lemmon Survey |
| 682637 | 2006 WN81                | 18 novembre 2006  | Spacewatch          |
| 682638 | 2006 WP87                | 18 novembre 2006  | Mount Lemmon Survey |
| 682639 | 2006 WK95                | 19 novembre 2006  | Spacewatch          |
| 682640 | 2006 WO98                | 4 ottobre 2006    | Mount Lemmon Survey |
| 682641 | 2006 WF106               | 28 ottobre 2006   | Mount Lemmon Survey |
| 682642 | 2006 WB107               | 19 novembre 2006  | CSS                 |
| 682643 | 2006 WS113               | 23 ottobre 2006   | Mount Lemmon Survey |
| 682644 | 2006 WN116               | 20 novembre 2006  | Mount Lemmon Survey |
| 682645 | 2006 WS117               | 29 dicembre 2003  | Spacewatch          |
| 682646 | 2006 WK118               | 20 novembre 2006  | Mount Lemmon Survey |
| 682647 | 2006 WH121               | 21 novembre 2006  | Mount Lemmon Survey |
| 682648 | 2006 WJ121               | 30 gennaio 2003   | Spacewatch          |
| 682649 | 2006 WD122               | 21 novembre 2006  | Mount Lemmon Survey |
| 682650 | 2006 WG133               | 18 novembre 2006  | Spacewatch          |
| 682651 | 2006 WO134               | 13 luglio 2013    | Pan-STARRS          |
| 682652 | 2006 WN147               | 20 novembre 2006  | Spacewatch          |
| 682653 | 2006 WB155               | 22 novembre 2006  | Spacewatch          |
| 682654 | 2006 WA163               | 12 novembre 2006  | Mount Lemmon Survey |
| 682655 | 2006 WO165               | 23 novembre 2006  | Spacewatch          |
| 682656 | 2006 WY166               | 15 novembre 2006  | Spacewatch          |
| 682657 | 2006 WX171               | 23 novembre 2006  | Spacewatch          |
| 682658 | 2006 WG179               | 24 novembre 2006  | Mount Lemmon Survey |
| 682659 | 2006 WM186               | 22 novembre 2006  | LINEAR              |
| 682660 | 2006 WB192               | 20 dicembre 2001  | SDSS Collaboration  |
| 682661 | 2006 WX192               | 27 novembre 2006  | Spacewatch          |
| 682662 | 2006 WT203               | 23 novembre 2006  | Spacewatch          |
| 682663 | 2006 WO204               | 14 novembre 2006  | Spacewatch          |
| 682664 | 2006 WL205               | 22 novembre 2006  | Spacewatch          |
| 682665 | 2006 WB207               | 9 febbraio 2008   | Mount Lemmon Survey |
| 682666 | 2006 WL209               | 23 novembre 2006  | Mount Lemmon Survey |
| 682667 | 2006 WM209               | 25 novembre 2006  | Mount Lemmon Survey |
| 682668 | 2006 WO211               | 3 maggio 2016     | Pan-STARRS          |
| 682669 | 2006 WC212               | 17 dicembre 2001  | LINEAR              |
| 682670 | 2006 WM213               | 30 aprile 2016    | Pan-STARRS          |
| 682671 | 2006 WQ213               | 20 ottobre 2011   | Mount Lemmon Survey |
| 682672 | 2006 WJ214               | 17 novembre 2006  | Spacewatch          |
| 682673 | 2006 WM214               | 23 novembre 2006  | Spacewatch          |
| 682674 | 2006 WE217               | 4 aprile 2008     | Mount Lemmon Survey |
| 682675 | 2006 WO218               | 22 novembre 2006  | Mount Lemmon Survey |
| 682676 | 2006 WQ218               | 12 dicembre 2010  | Spacewatch          |
| 682677 | 2006 WT218               | 16 novembre 2006  | Mount Lemmon Survey |
| 682678 | 2006 WB220               | 23 novembre 2006  | Mount Lemmon Survey |
| 682679 | 2006 WG220               | 18 novembre 2006  | Spacewatch          |
| 682680 | 2006 WQ220               | 2 ottobre 2015    | Mount Lemmon Survey |
| 682681 | 2006 WD221               | 18 novembre 2011  | Mount Lemmon Survey |
| 682682 | 2006 WX221               | 22 novembre 2006  | Spacewatch          |
| 682683 | 2006 WZ222               | 24 novembre 2006  | Spacewatch          |
| 682684 | 2006 WO223               | 26 agosto 2016    | Pan-STARRS          |
| 682685 | 2006 WQ223               | 16 novembre 2006  | Mount Lemmon Survey |
| 682686 | 2006 WR223               | 25 novembre 2006  | Mount Lemmon Survey |
| 682687 | 2006 WO224               | 5 aprile 2014     | Pan-STARRS          |
| 682688 | 2006 WF225               | 10 gennaio 2013   | Pan-STARRS          |
| 682689 | 2006 WN225               | 3 agosto 2016     | Pan-STARRS          |
| 682690 | 2006 WE226               | 16 novembre 2006  | Mount Lemmon Survey |
| 682691 | 2006 WJ226               | 3 gennaio 2014    | Mount Lemmon Survey |
| 682692 | 2006 WS226               | 24 settembre 2011 | Pan-STARRS          |
| 682693 | 2006 WO227               | 1 maggio 2012     | Mount Lemmon Survey |
| 682694 | 2006 WP229               | 18 novembre 2006  | Spacewatch          |
| 682695 | 2006 WX230               | 19 novembre 2006  | CSS                 |
| 682696 | 2006 WD231               | 16 novembre 2006  | Mount Lemmon Survey |
| 682697 | 2006 WW231               | 24 novembre 2006  | Mount Lemmon Survey |
| 682698 | 2006 WT235               | 16 novembre 2006  | Spacewatch          |
| 682699 | 2006 WV235               | 20 novembre 2006  | Spacewatch          |
| 682700 | 2006 WO236               | 17 novembre 2006  | Mount Lemmon Survey |

## 682701–682800
| Nome                  | Designazione provvisoria | Data di scoperta  | Scopritore                |
| --------------------- | ------------------------ | ----------------- | ------------------------- |
| 682701                | 2006 WS236               | 25 novembre 2006  | Mount Lemmon Survey       |
| 682702                | 2006 XT                  | 10 dicembre 2006  | R. Ferrando, M. Ferrando  |
| 682703                | 2006 XL12                | 24 novembre 2006  | Spacewatch                |
| 682704                | 2006 XG20                | 11 dicembre 2006  | Spacewatch                |
| 682705                | 2006 XQ22                | 12 dicembre 2006  | Spacewatch                |
| 682706                | 2006 XW24                | 12 dicembre 2006  | Mount Lemmon Survey       |
| 682707                | 2006 XW25                | 12 novembre 2006  | LUSS                      |
| 682708                | 2006 XB29                | 16 novembre 2006  | Mount Lemmon Survey       |
| 682709                | 2006 XC30                | 13 dicembre 2006  | Mount Lemmon Survey       |
| 682710                | 2006 XH37                | 11 dicembre 2006  | Spacewatch                |
| 682711                | 2006 XW53                | 15 dicembre 2006  | LINEAR                    |
| 682712                | 2006 XH62                | 26 maggio 2003    | Spacewatch                |
| 682713                | 2006 XS67                | 13 dicembre 2006  | Osservatorio di Mauna Kea |
| 682714                | 2006 XF68                | 15 dicembre 2006  | Mount Lemmon Survey       |
| 682715                | 2006 XW74                | 15 dicembre 2006  | Spacewatch                |
| 682716                | 2006 XL77                | 11 dicembre 2006  | Spacewatch                |
| 682717                | 2006 XY77                | 1 dicembre 2006   | Mount Lemmon Survey       |
| 682718                | 2006 XA78                | 1 dicembre 2006   | Mount Lemmon Survey       |
| 682719                | 2006 XP78                | 12 gennaio 2018   | Mount Lemmon Survey       |
| 682720                | 2006 XH79                | 26 ottobre 2011   | Pan-STARRS                |
| 682721                | 2006 XU79                | 11 dicembre 2006  | Spacewatch                |
| 682722                | 2006 XK80                | 1 dicembre 2006   | Mount Lemmon Survey       |
| 682723                | 2006 XL80                | 14 dicembre 2006  | Spacewatch                |
| 682724                | 2006 XP80                | 13 dicembre 2006  | Mount Lemmon Survey       |
| 682725                | 2006 XP82                | 13 dicembre 2006  | Mount Lemmon Survey       |
| 682726                | 2006 YW                  | 16 dicembre 2006  | Spacewatch                |
| 682727                | 2006 YH24                | 13 dicembre 2006  | Spacewatch                |
| 682728                | 2006 YW24                | 21 dicembre 2006  | Spacewatch                |
| 682729                | 2006 YU28                | 21 dicembre 2006  | Spacewatch                |
| 682730                | 2006 YH30                | 21 dicembre 2006  | Spacewatch                |
| 682731                | 2006 YE34                | 21 dicembre 2006  | Spacewatch                |
| 682732                | 2006 YR35                | 21 dicembre 2006  | Spacewatch                |
| 682733                | 2006 YX35                | 21 dicembre 2006  | Spacewatch                |
| 682734                | 2006 YG42                | 22 dicembre 2006  | Spacewatch                |
| 682735                | 2006 YC44                | 25 dicembre 2006  | Spacewatch                |
| 682736                | 2006 YP55                | 27 dicembre 2006  | Mount Lemmon Survey       |
| 682737                | 2006 YO58                | 24 luglio 2015    | Pan-STARRS                |
| 682738                | 2006 YD59                | 1 novembre 2011   | Spacewatch                |
| 682739                | 2006 YZ59                | 10 aprile 2016    | Pan-STARRS                |
| 682740                | 2006 YE60                | 24 luglio 2015    | Pan-STARRS                |
| 682741                | 2006 YA61                | 19 settembre 2014 | Pan-STARRS                |
| 682742                | 2006 YD61                | 1 ottobre 2016    | Mount Lemmon Survey       |
| 682743                | 2006 YF62                | 24 dicembre 2006  | Spacewatch                |
| 682744                | 2006 YO62                | 26 dicembre 2006  | Spacewatch                |
| 682745                | 2006 YW62                | 12 gennaio 2018   | Spacewatch                |
| 682746                | 2006 YY62                | 24 dicembre 2006  | Spacewatch                |
| 682747                | 2006 YC63                | 24 ottobre 2011   | Pan-STARRS                |
| 682748                | 2006 YD63                | 19 novembre 2011  | Mount Lemmon Survey       |
| 682749                | 2006 YK63                | 2 novembre 2010   | Mount Lemmon Survey       |
| 682750                | 2006 YL63                | 8 maggio 2014     | Pan-STARRS                |
| 682751                | 2006 YX63                | 27 giugno 2015    | Pan-STARRS                |
| 682752                | 2006 YG65                | 12 settembre 2015 | Pan-STARRS                |
| 682753                | 2006 YH66                | 14 marzo 2011     | Mount Lemmon Survey       |
| 682754                | 2006 YN67                | 26 dicembre 2006  | Spacewatch                |
| 682755                | 2006 YG68                | 16 dicembre 2006  | Mount Lemmon Survey       |
| 682756                | 2006 YW68                | 27 dicembre 2006  | Mount Lemmon Survey       |
| 682757                | 2006 YO69                | 27 dicembre 2006  | Spacewatch                |
| 682758                | 2006 YA70                | 27 dicembre 2006  | Mount Lemmon Survey       |
| 682759                | 2007 AE8                 | 9 dicembre 2006   | NEAT                      |
| 682760                | 2007 AM8                 | 9 gennaio 2007    | Mount Lemmon Survey       |
| 682761 Mittermaiertom | 2007 AH11                | 15 gennaio 2007   | R. Gierlinger             |
| 682762                | 2007 AW28                | 10 gennaio 2007   | Mount Lemmon Survey       |
| 682763                | 2007 AM29                | 10 gennaio 2007   | Mount Lemmon Survey       |
| 682764                | 2007 AD32                | 10 gennaio 2007   | Mount Lemmon Survey       |
| 682765                | 2007 AG32                | 10 gennaio 2007   | Mount Lemmon Survey       |
| 682766                | 2007 AM32                | 15 gennaio 2007   | Osservatorio di Mauna Kea |
| 682767                | 2007 AS32                | 9 gennaio 2007    | Mount Lemmon Survey       |
| 682768                | 2007 AT33                | 27 novembre 2014  | Pan-STARRS                |
| 682769                | 2007 AW33                | 16 dicembre 2017  | Mount Lemmon Survey       |
| 682770                | 2007 AY33                | 12 dicembre 2017  | Pan-STARRS                |
| 682771                | 2007 AK34                | 10 gennaio 2008   | Spacewatch                |
| 682772                | 2007 AY35                | 10 gennaio 2007   | Spacewatch                |
| 682773                | 2007 AN36                | 10 gennaio 2007   | Spacewatch                |
| 682774                | 2007 AQ37                | 15 aprile 2008    | Mount Lemmon Survey       |
| 682775                | 2007 BY8                 | 17 gennaio 2007   | Spacewatch                |
| 682776                | 2007 BC13                | 17 gennaio 2007   | Spacewatch                |
| 682777                | 2007 BG24                | 17 gennaio 2007   | Spacewatch                |
| 682778                | 2007 BP24                | 17 novembre 2006  | Mount Lemmon Survey       |
| 682779                | 2007 BT24                | 24 gennaio 2007   | Mount Lemmon Survey       |
| 682780                | 2007 BB28                | 17 gennaio 2007   | Spacewatch                |
| 682781                | 2007 BZ28                | 24 gennaio 2007   | H. Kurosaki, A. Nakajima  |
| 682782                | 2007 BG33                | 9 gennaio 2007    | Spacewatch                |
| 682783                | 2007 BK33                | 24 dicembre 2006  | Spacewatch                |
| 682784                | 2007 BK46                | 26 gennaio 2007   | Spacewatch                |
| 682785                | 2007 BD53                | 23 marzo 2003     | SDSS Collaboration        |
| 682786                | 2007 BU54                | 10 gennaio 2007   | Spacewatch                |
| 682787                | 2007 BW54                | 24 gennaio 2007   | Mount Lemmon Survey       |
| 682788                | 2007 BA60                | 26 gennaio 2007   | Spacewatch                |
| 682789                | 2007 BS62                | 27 gennaio 2007   | Mount Lemmon Survey       |
| 682790                | 2007 BJ64                | 27 novembre 2006  | Mount Lemmon Survey       |
| 682791                | 2007 BR66                | 27 gennaio 2007   | Mount Lemmon Survey       |
| 682792                | 2007 BB68                | 29 ottobre 2005   | Mount Lemmon Survey       |
| 682793                | 2007 BQ68                | 27 gennaio 2007   | Mount Lemmon Survey       |
| 682794                | 2007 BZ71                | 28 gennaio 2007   | Spacewatch                |
| 682795                | 2007 BO80                | 17 gennaio 2007   | Spacewatch                |
| 682796                | 2007 BD84                | 19 gennaio 2007   | Osservatorio di Mauna Kea |
| 682797                | 2007 BG92                | 19 gennaio 2007   | Mauna Kea Obs.            |
| 682798                | 2007 BU96                | 19 gennaio 2007   | Mauna Kea Obs.            |
| 682799                | 2007 BV97                | 27 gennaio 2007   | Spacewatch                |
| 682800                | 2007 BH101               | 27 gennaio 2007   | Spacewatch                |

## 682801–682900
| Nome   | Designazione provvisoria | Data di scoperta  | Scopritore                |
| ------ | ------------------------ | ----------------- | ------------------------- |
| 682801 | 2007 BM103               | 27 gennaio 2007   | Spacewatch                |
| 682802 | 2007 BT104               | 28 gennaio 2007   | Mount Lemmon Survey       |
| 682803 | 2007 BC105               | 25 luglio 2015    | Pan-STARRS                |
| 682804 | 2007 BE105               | 1 aprile 2008     | Mount Lemmon Survey       |
| 682805 | 2007 BZ105               | 29 gennaio 2007   | Spacewatch                |
| 682806 | 2007 BA106               | 20 novembre 2009  | Mount Lemmon Survey       |
| 682807 | 2007 BB106               | 28 gennaio 2007   | Mount Lemmon Survey       |
| 682808 | 2007 BY106               | 17 gennaio 2007   | Spacewatch                |
| 682809 | 2007 BJ107               | 6 ottobre 2016    | Mount Lemmon Survey       |
| 682810 | 2007 BQ108               | 21 ottobre 2012   | Mount Lemmon Survey       |
| 682811 | 2007 BX109               | 27 giugno 2014    | Pan-STARRS                |
| 682812 | 2007 BZ109               | 17 gennaio 2007   | Spacewatch                |
| 682813 | 2007 BD110               | 17 gennaio 2007   | Spacewatch                |
| 682814 | 2007 BP110               | 28 gennaio 2007   | CSS                       |
| 682815 | 2007 BT110               | 28 gennaio 2007   | Mount Lemmon Survey       |
| 682816 | 2007 BE111               | 14 marzo 2013     | Spacewatch                |
| 682817 | 2007 BA112               | 17 febbraio 2013  | Mount Lemmon Survey       |
| 682818 | 2007 BH113               | 17 ottobre 2010   | Mount Lemmon Survey       |
| 682819 | 2007 BC114               | 28 gennaio 2007   | Mount Lemmon Survey       |
| 682820 | 2007 BQ115               | 13 gennaio 2015   | Pan-STARRS                |
| 682821 | 2007 BL116               | 28 gennaio 2007   | Mount Lemmon Survey       |
| 682822 | 2007 BV119               | 25 gennaio 2007   | Spacewatch                |
| 682823 | 2007 BF120               | 25 gennaio 2007   | Spacewatch                |
| 682824 | 2007 BK120               | 29 gennaio 2007   | Spacewatch                |
| 682825 | 2007 BS120               | 24 gennaio 2007   | Mount Lemmon Survey       |
| 682826 | 2007 BQ121               | 28 gennaio 2007   | Mount Lemmon Survey       |
| 682827 | 2007 BA122               | 17 gennaio 2007   | Spacewatch                |
| 682828 | 2007 CJ4                 | 6 febbraio 2007   | Mount Lemmon Survey       |
| 682829 | 2007 CO18                | 8 febbraio 2007   | Mount Lemmon Survey       |
| 682830 | 2007 CO28                | 6 febbraio 2007   | Spacewatch                |
| 682831 | 2007 CS31                | 27 gennaio 2007   | Mount Lemmon Survey       |
| 682832 | 2007 CM32                | 27 gennaio 2007   | Mount Lemmon Survey       |
| 682833 | 2007 CR39                | 10 gennaio 2007   | Mount Lemmon Survey       |
| 682834 | 2007 CA40                | 6 febbraio 2007   | Mount Lemmon Survey       |
| 682835 | 2007 CP49                | 10 febbraio 2007  | Mount Lemmon Survey       |
| 682836 | 2007 CE56                | 4 agosto 2003     | Spacewatch                |
| 682837 | 2007 CQ63                | 6 febbraio 2007   | Spacewatch                |
| 682838 | 2007 CM66                | 19 settembre 2001 | LINEAR                    |
| 682839 | 2007 CG72                | 14 febbraio 2007  | Osservatorio di Mauna Kea |
| 682840 | 2007 CY75                | 13 febbraio 2007  | Mount Lemmon Survey       |
| 682841 | 2007 CQ78                | 7 novembre 2002   | Kitt Peak Obs.            |
| 682842 | 2007 CE79                | 8 febbraio 2007   | Mount Lemmon Survey       |
| 682843 | 2007 CM80                | 8 febbraio 2007   | Mount Lemmon Survey       |
| 682844 | 2007 CP80                | 10 febbraio 2007  | CSS                       |
| 682845 | 2007 CA81                | 28 gennaio 2007   | Spacewatch                |
| 682846 | 2007 CM83                | 26 luglio 2015    | Pan-STARRS                |
| 682847 | 2007 CU84                | 10 febbraio 2007  | Mount Lemmon Survey       |
| 682848 | 2007 CD86                | 10 febbraio 2007  | Mount Lemmon Survey       |
| 682849 | 2007 CH86                | 10 febbraio 2007  | Mount Lemmon Survey       |
| 682850 | 2007 DU9                 | 17 febbraio 2007  | Spacewatch                |
| 682851 | 2007 DK21                | 17 febbraio 2007  | Spacewatch                |
| 682852 | 2007 DA24                | 17 febbraio 2007  | Spacewatch                |
| 682853 | 2007 DR27                | 17 febbraio 2007  | Spacewatch                |
| 682854 | 2007 DK29                | 17 febbraio 2007  | Spacewatch                |
| 682855 | 2007 DU31                | 17 febbraio 2007  | Spacewatch                |
| 682856 | 2007 DM42                | 24 gennaio 2007   | Mount Lemmon Survey       |
| 682857 | 2007 DV51                | 17 febbraio 2007  | Mount Lemmon Survey       |
| 682858 | 2007 DO54                | 21 febbraio 2007  | Spacewatch                |
| 682859 | 2007 DO59                | 22 febbraio 2007  | Spacewatch                |
| 682860 | 2007 DR63                | 21 febbraio 2007  | Spacewatch                |
| 682861 | 2007 DE64                | 4 novembre 2005   | Mount Lemmon Survey       |
| 682862 | 2007 DQ69                | 21 febbraio 2007  | Spacewatch                |
| 682863 | 2007 DM71                | 9 febbraio 2007   | Spacewatch                |
| 682864 | 2007 DO72                | 21 febbraio 2007  | Spacewatch                |
| 682865 | 2007 DZ73                | 8 febbraio 2002   | Spacewatch                |
| 682866 | 2007 DN78                | 23 febbraio 2007  | Spacewatch                |
| 682867 | 2007 DA79                | 23 febbraio 2007  | Spacewatch                |
| 682868 | 2007 DG80                | 23 febbraio 2007  | Mount Lemmon Survey       |
| 682869 | 2007 DY84                | 21 febbraio 2007  | R. Holmes                 |
| 682870 | 2007 DX116               | 25 febbraio 2007  | CSS                       |
| 682871 | 2007 DH118               | 10 febbraio 2007  | Mount Lemmon Survey       |
| 682872 | 2007 DE120               | 20 marzo 2015     | Pan-STARRS                |
| 682873 | 2007 DQ120               | 10 aprile 2013    | Mount Lemmon Survey       |
| 682874 | 2007 DV120               | 7 maggio 2016     | Pan-STARRS                |
| 682875 | 2007 DY120               | 26 gennaio 2012   | Pan-STARRS                |
| 682876 | 2007 DJ121               | 1 settembre 2010  | Mount Lemmon Survey       |
| 682877 | 2007 DO121               | 5 giugno 2014     | Pan-STARRS                |
| 682878 | 2007 DS122               | 4 agosto 2008     | SSS                       |
| 682879 | 2007 DF123               | 15 aprile 2013    | Pan-STARRS                |
| 682880 | 2007 DH123               | 15 aprile 2008    | Mount Lemmon Survey       |
| 682881 | 2007 DU123               | 12 gennaio 2018   | Pan-STARRS                |
| 682882 | 2007 DJ125               | 12 ottobre 2016   | Pan-STARRS                |
| 682883 | 2007 DQ125               | 23 dicembre 2017  | Pan-STARRS                |
| 682884 | 2007 DG126               | 25 febbraio 2007  | Spacewatch                |
| 682885 | 2007 DO127               | 17 febbraio 2007  | Mount Lemmon Survey       |
| 682886 | 2007 DT127               | 17 febbraio 2007  | Spacewatch                |
| 682887 | 2007 DM128               | 16 febbraio 2007  | Mount Lemmon Survey       |
| 682888 | 2007 DO128               | 22 febbraio 2007  | SSS                       |
| 682889 | 2007 DB129               | 21 febbraio 2007  | Mount Lemmon Survey       |
| 682890 | 2007 DR129               | 25 febbraio 2007  | Mount Lemmon Survey       |
| 682891 | 2007 DG131               | 21 febbraio 2007  | Spacewatch                |
| 682892 | 2007 DP131               | 25 febbraio 2007  | Spacewatch                |
| 682893 | 2007 DN132               | 22 febbraio 2007  | Spacewatch                |
| 682894 | 2007 DB133               | 26 febbraio 2007  | Mount Lemmon Survey       |
| 682895 | 2007 DY133               | 21 febbraio 2007  | Spacewatch                |
| 682896 | 2007 DZ133               | 17 febbraio 2007  | Mount Lemmon Survey       |
| 682897 | 2007 EW2                 | 25 febbraio 2007  | Spacewatch                |
| 682898 | 2007 ES5                 | 23 febbraio 2007  | Mount Lemmon Survey       |
| 682899 | 2007 ET6                 | 9 marzo 2007      | Mount Lemmon Survey       |
| 682900 | 2007 EB40                | 11 marzo 2007     | Spacewatch                |

## 682901–683000
| Nome   | Designazione provvisoria | Data di scoperta  | Scopritore          |
| ------ | ------------------------ | ----------------- | ------------------- |
| 682901 | 2007 EY40                | 25 febbraio 2007  | Mount Lemmon Survey |
| 682902 | 2007 EQ50                | 10 marzo 2007     | Mount Lemmon Survey |
| 682903 | 2007 EW54                | 21 febbraio 2007  | Mount Lemmon Survey |
| 682904 | 2007 EG59                | 23 febbraio 2007  | Mount Lemmon Survey |
| 682905 | 2007 EK62                | 10 marzo 2007     | Spacewatch          |
| 682906 | 2007 EH65                | 10 marzo 2007     | Spacewatch          |
| 682907 | 2007 EF66                | 10 marzo 2007     | Spacewatch          |
| 682908 | 2007 EL81                | 11 marzo 2007     | Spacewatch          |
| 682909 | 2007 EP90                | 9 marzo 2007      | Mount Lemmon Survey |
| 682910 | 2007 EK91                | 5 maggio 2003     | Spacewatch          |
| 682911 | 2007 EF94                | 25 novembre 2005  | Spacewatch          |
| 682912 | 2007 EX106               | 11 marzo 2007     | Spacewatch          |
| 682913 | 2007 EE109               | 11 marzo 2007     | Spacewatch          |
| 682914 | 2007 EC121               | 23 febbraio 2007  | Mount Lemmon Survey |
| 682915 | 2007 EP123               | 14 marzo 2007     | Mount Lemmon Survey |
| 682916 | 2007 EE129               | 9 marzo 2007      | Spacewatch          |
| 682917 | 2007 EH129               | 23 febbraio 2007  | Mount Lemmon Survey |
| 682918 | 2007 EX141               | 12 marzo 2007     | Spacewatch          |
| 682919 | 2007 EM143               | 12 marzo 2007     | Spacewatch          |
| 682920 | 2007 ES146               | 12 marzo 2007     | Mount Lemmon Survey |
| 682921 | 2007 EU146               | 12 marzo 2007     | Mount Lemmon Survey |
| 682922 | 2007 EG149               | 12 marzo 2007     | Mount Lemmon Survey |
| 682923 | 2007 EB151               | 12 marzo 2007     | Mount Lemmon Survey |
| 682924 | 2007 EH151               | 26 febbraio 2007  | Mount Lemmon Survey |
| 682925 | 2007 EK151               | 12 marzo 2007     | Mount Lemmon Survey |
| 682926 | 2007 EC155               | 12 marzo 2007     | Spacewatch          |
| 682927 | 2007 EO159               | 13 aprile 2002    | Spacewatch          |
| 682928 | 2007 ES159               | 14 marzo 2007     | Mount Lemmon Survey |
| 682929 | 2007 EO170               | 27 gennaio 2007   | Mount Lemmon Survey |
| 682930 | 2007 EK174               | 14 marzo 2007     | Spacewatch          |
| 682931 | 2007 EL174               | 14 marzo 2007     | Spacewatch          |
| 682932 | 2007 EJ177               | 14 marzo 2007     | Spacewatch          |
| 682933 | 2007 EO179               | 14 marzo 2007     | Mount Lemmon Survey |
| 682934 | 2007 EK186               | 15 marzo 2007     | Mount Lemmon Survey |
| 682935 | 2007 EZ189               | 12 novembre 2001  | SDSS Collaboration  |
| 682936 | 2007 EV191               | 13 marzo 2007     | Spacewatch          |
| 682937 | 2007 EW208               | 14 marzo 2007     | Mount Lemmon Survey |
| 682938 | 2007 EZ212               | 11 marzo 2007     | Spacewatch          |
| 682939 | 2007 EF220               | 13 marzo 2007     | Mount Lemmon Survey |
| 682940 | 2007 EH226               | 10 marzo 2007     | Mount Lemmon Survey |
| 682941 | 2007 EO226               | 10 marzo 2007     | Spacewatch          |
| 682942 | 2007 EQ227               | 14 marzo 2007     | Spacewatch          |
| 682943 | 2007 EZ227               | 1 giugno 2012     | Mount Lemmon Survey |
| 682944 | 2007 EA229               | 9 marzo 2007      | Spacewatch          |
| 682945 | 2007 EZ229               | 14 gennaio 2012   | Spacewatch          |
| 682946 | 2007 EA230               | 11 marzo 2015     | Mount Lemmon Survey |
| 682947 | 2007 EN230               | 14 marzo 2007     | Mount Lemmon Survey |
| 682948 | 2007 EE232               | 12 marzo 2013     | Mount Lemmon Survey |
| 682949 | 2007 EC233               | 19 marzo 2013     | Pan-STARRS          |
| 682950 | 2007 ET233               | 14 marzo 2007     | Mount Lemmon Survey |
| 682951 | 2007 EV233               | 11 maggio 2008    | Mount Lemmon Survey |
| 682952 | 2007 EC234               | 23 febbraio 2012  | Mount Lemmon Survey |
| 682953 | 2007 EH234               | 10 marzo 2007     | Mount Lemmon Survey |
| 682954 | 2007 EA237               | 9 marzo 2007      | Mount Lemmon Survey |
| 682955 | 2007 EZ237               | 9 marzo 2007      | Mount Lemmon Survey |
| 682956 | 2007 EF238               | 11 marzo 2007     | Mount Lemmon Survey |
| 682957 | 2007 EM238               | 10 marzo 2007     | Spacewatch          |
| 682958 | 2007 EL239               | 13 marzo 2007     | Mount Lemmon Survey |
| 682959 | 2007 ES239               | 10 marzo 2007     | Mount Lemmon Survey |
| 682960 | 2007 EW239               | 9 marzo 2007      | Spacewatch          |
| 682961 | 2007 EX239               | 9 marzo 2007      | Spacewatch          |
| 682962 | 2007 ED240               | 10 marzo 2007     | Spacewatch          |
| 682963 | 2007 ED243               | 10 marzo 2007     | Spacewatch          |
| 682964 | 2007 EJ243               | 13 marzo 2007     | Spacewatch          |
| 682965 | 2007 EK243               | 14 marzo 2007     | Spacewatch          |
| 682966 | 2007 EO244               | 13 marzo 2007     | Spacewatch          |
| 682967 | 2007 FT                  | 16 marzo 2007     | Mount Lemmon Survey |
| 682968 | 2007 FL4                 | 25 ottobre 2005   | Mount Lemmon Survey |
| 682969 | 2007 FW9                 | 16 marzo 2007     | Spacewatch          |
| 682970 | 2007 FA14                | 19 marzo 2007     | Mount Lemmon Survey |
| 682971 | 2007 FD19                | 9 marzo 2007      | Spacewatch          |
| 682972 | 2007 FN21                | 30 ottobre 2005   | Spacewatch          |
| 682973 | 2007 FV28                | 20 marzo 2007     | Mount Lemmon Survey |
| 682974 | 2007 FD29                | 20 marzo 2007     | Mount Lemmon Survey |
| 682975 | 2007 FX37                | 28 marzo 2007     | Mount Lemmon Survey |
| 682976 | 2007 FD49                | 29 marzo 2007     | Spacewatch          |
| 682977 | 2007 FS50                | 15 settembre 2013 | Mount Lemmon Survey |
| 682978 | 2007 FV51                | 16 marzo 2007     | Mount Lemmon Survey |
| 682979 | 2007 FW51                | 25 marzo 2007     | Mount Lemmon Survey |
| 682980 | 2007 FE52                | 19 settembre 2009 | Spacewatch          |
| 682981 | 2007 FD53                | 26 marzo 2007     | Mount Lemmon Survey |
| 682982 | 2007 FB54                | 26 marzo 2007     | Spacewatch          |
| 682983 | 2007 FF54                | 9 dicembre 2014   | Pan-STARRS          |
| 682984 | 2007 FC55                | 16 gennaio 2018   | Pan-STARRS          |
| 682985 | 2007 FK55                | 26 marzo 2007     | Mount Lemmon Survey |
| 682986 | 2007 FO55                | 22 ottobre 2013   | Mount Lemmon Survey |
| 682987 | 2007 FA57                | 22 dicembre 2016  | Pan-STARRS          |
| 682988 | 2007 FM57                | 23 giugno 2015    | Pan-STARRS 2        |
| 682989 | 2007 FZ57                | 2 gennaio 2012    | Spacewatch          |
| 682990 | 2007 FC58                | 22 febbraio 2018  | Mount Lemmon Survey |
| 682991 | 2007 FH58                | 18 novembre 2016  | Mount Lemmon Survey |
| 682992 | 2007 FP59                | 16 marzo 2007     | Mount Lemmon Survey |
| 682993 | 2007 FU59                | 16 marzo 2007     | Mount Lemmon Survey |
| 682994 | 2007 FC60                | 16 marzo 2007     | Spacewatch          |
| 682995 | 2007 FJ60                | 26 marzo 2007     | Mount Lemmon Survey |
| 682996 | 2007 FE62                | 16 marzo 2007     | Spacewatch          |
| 682997 | 2007 FX63                | 25 marzo 2007     | Mount Lemmon Survey |
| 682998 | 2007 FG64                | 16 marzo 2007     | Spacewatch          |
| 682999 | 2007 FM64                | 16 marzo 2007     | Mount Lemmon Survey |
| 683000 | 2007 GE3                 | 16 marzo 2007     | Mount Lemmon Survey |